# Stadionkade 113
Stadionkade 113 is een bouwwerk in Amsterdam-Zuid.
Aan de Stadionkade bij een knik in het Zuider Amstelkanaal staat een relatief groot schoolgebouw, in 2019 in gebruik bij de Olympiaschool. De gemeente besteedde het werk op 29 juni 1931 aan en anderhalf jaar later werd de school officieel geopend, alhoewel nog niet alle ruimten in gebruik waren. Het betrof hier een combinatie van een centraal rondom het trappenhuis gelegen gemeentelijke openluchtschool (genaamd Spartaschool) geflankeerd door twee scholen voor Gewoon Lager Onderwijs (GLO) genaamd Apolloschool en Moriaschool, die laatste voor hervormde leerlingen. De openluchtschool is te herkennen aan de balkons, die aansloten op lesklokalen met schuiframen zodat kinderen min of meer in de open lucht les konden krijgen of ook wel in de open lucht konden rusten. Men koos ervoor de school een eind van de rooilijn van de Stadionkade op een rechthoekig terrein te zetten, zodat voor (en achter) de school ruimte ontstond voor relatief grote speelplaatsen. Op het terrein staan aan die rooilijn wel twee speelgebouwtjes, dat waren eerst overdekte speelplaatsen, maar in 1948 kwamen er toch gebouwen. Tussen die twee speelgebouwtjes bevindt zich een terreinafscheiding opgetrokken uit baksteen dat is afgewerkt met natuurstenen dekplaten. Op die dekplaten loopt vervolgens nog een metalen reling. In het midden van de terreinafscheiding bevindt zich een poort, af te sluiten met een ijzeren hekwerk. Links en rechts op die poort staan twee abstracte bronzen sculpturen in de vorm van wachters, die twee eivormige siereieren vasthouden. Deze staan er niet vanaf het begin maar dateren uit 1994 en zijn ontworpen door Peer Veneman. De school heeft nog twee vleugels aan de Donarstraat 2 en Wodanstraat 1. Het ontwerp van het complex is afkomstig van de Dienst der Publieke Werken uit 1929/1930 waarbij het werd toegewezen aan architect Gustaaf Adolf Roobol. Het geheel ademt de sfeer uit de van Amsterdamse School uit in de verstrakte variant, die Roobol vaker toepaste (zie de Floris Versterstraat 11).
In september 2004 werd het complex tot rijksmonument verklaard (school, speelgebouwen en terreibafscheiding).
De rooilijn van de Stadionkade werd hier in 1936 verder opgevuld met haast in uitvoering symmetrisch geplaatste woningen van Arend Jan Westerman, behalve dat er aan de rechter kant (108-112) meer staan dan de linker kant (114-116).
In 1939 voor het uitbreken van de Tweede Wereldoorlog verbleven er 800 soldaten in de school.

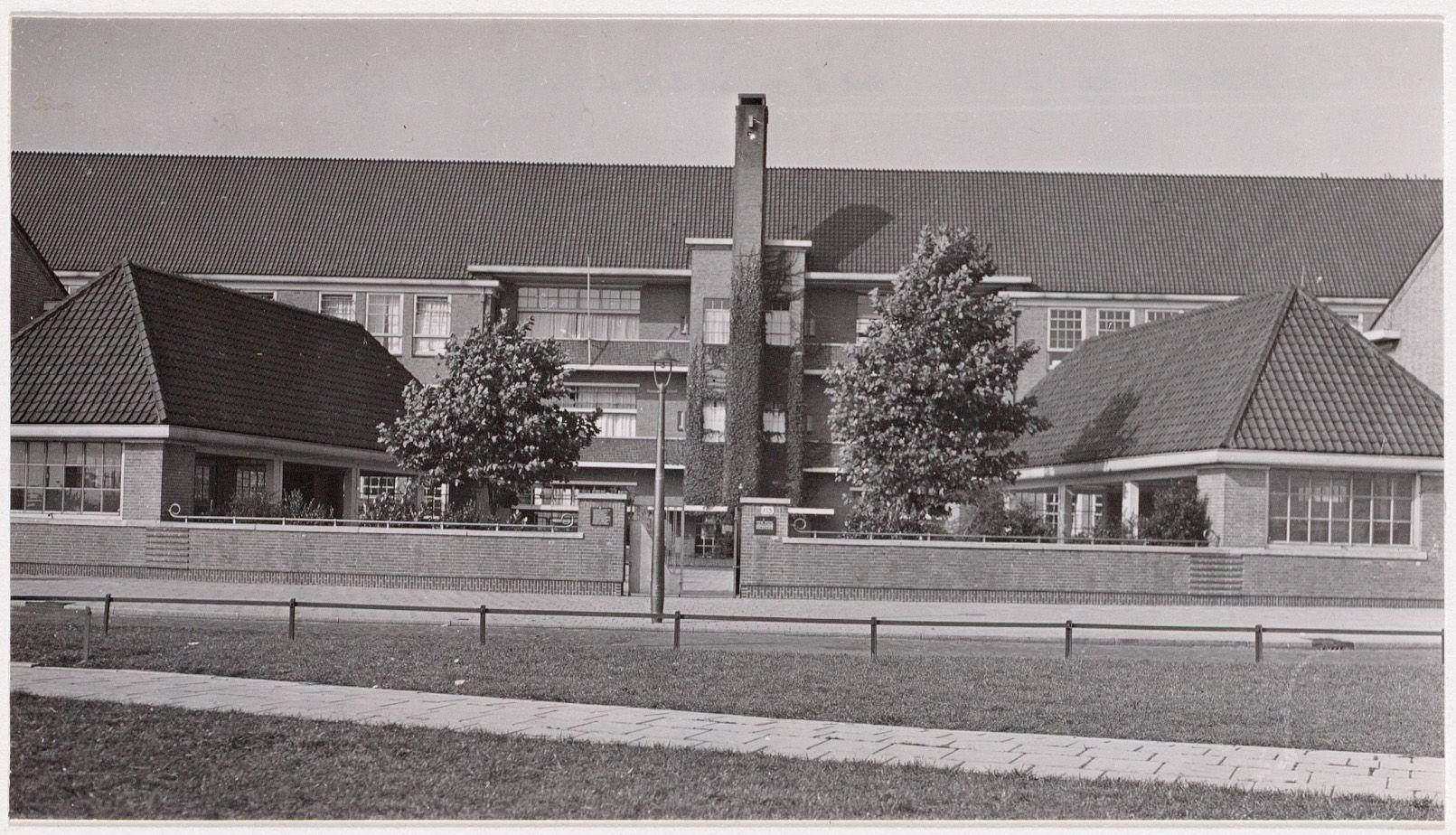
Schoolcomplex (1937)
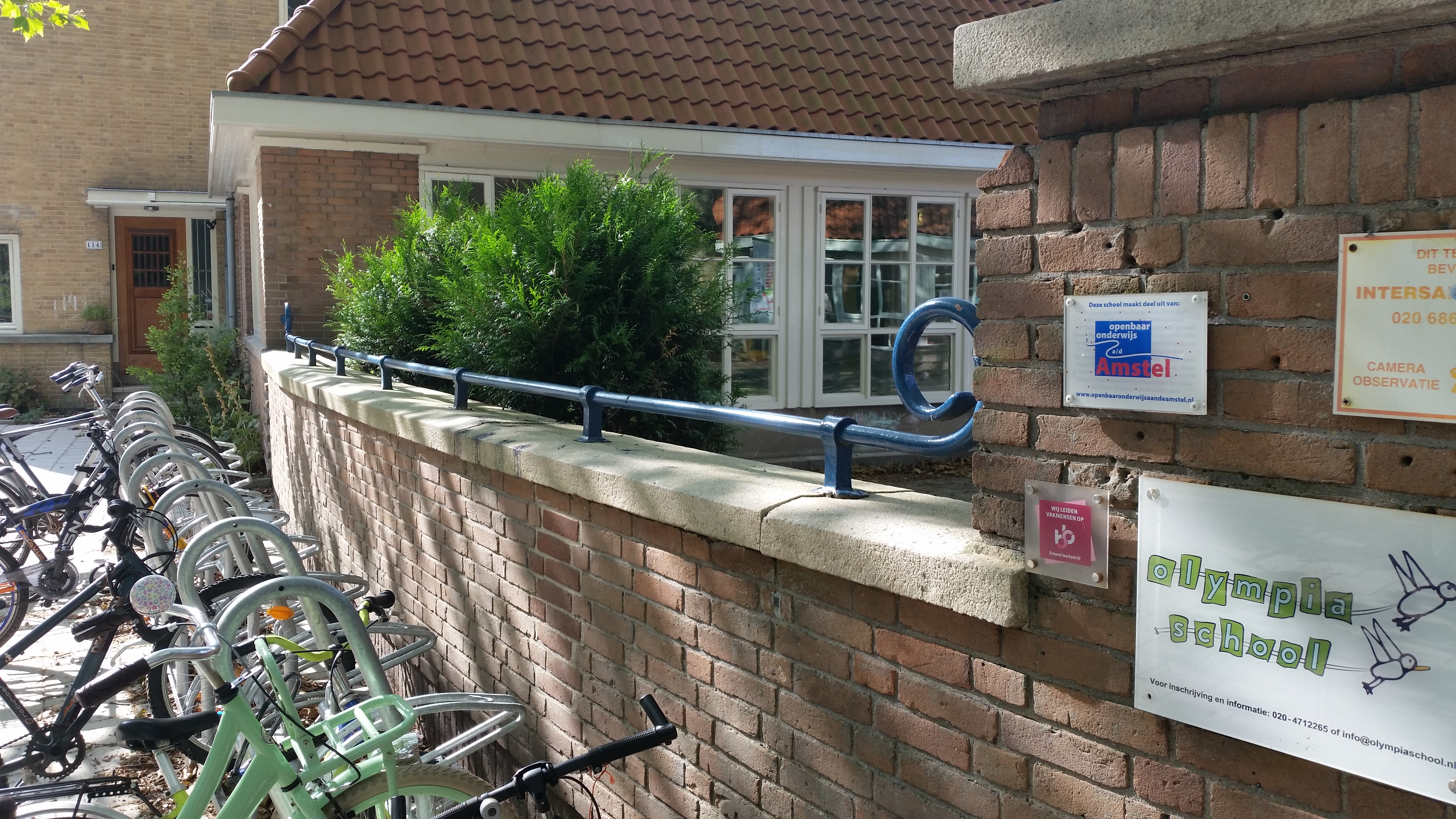
Terreinafscheiding (augustus 2019)
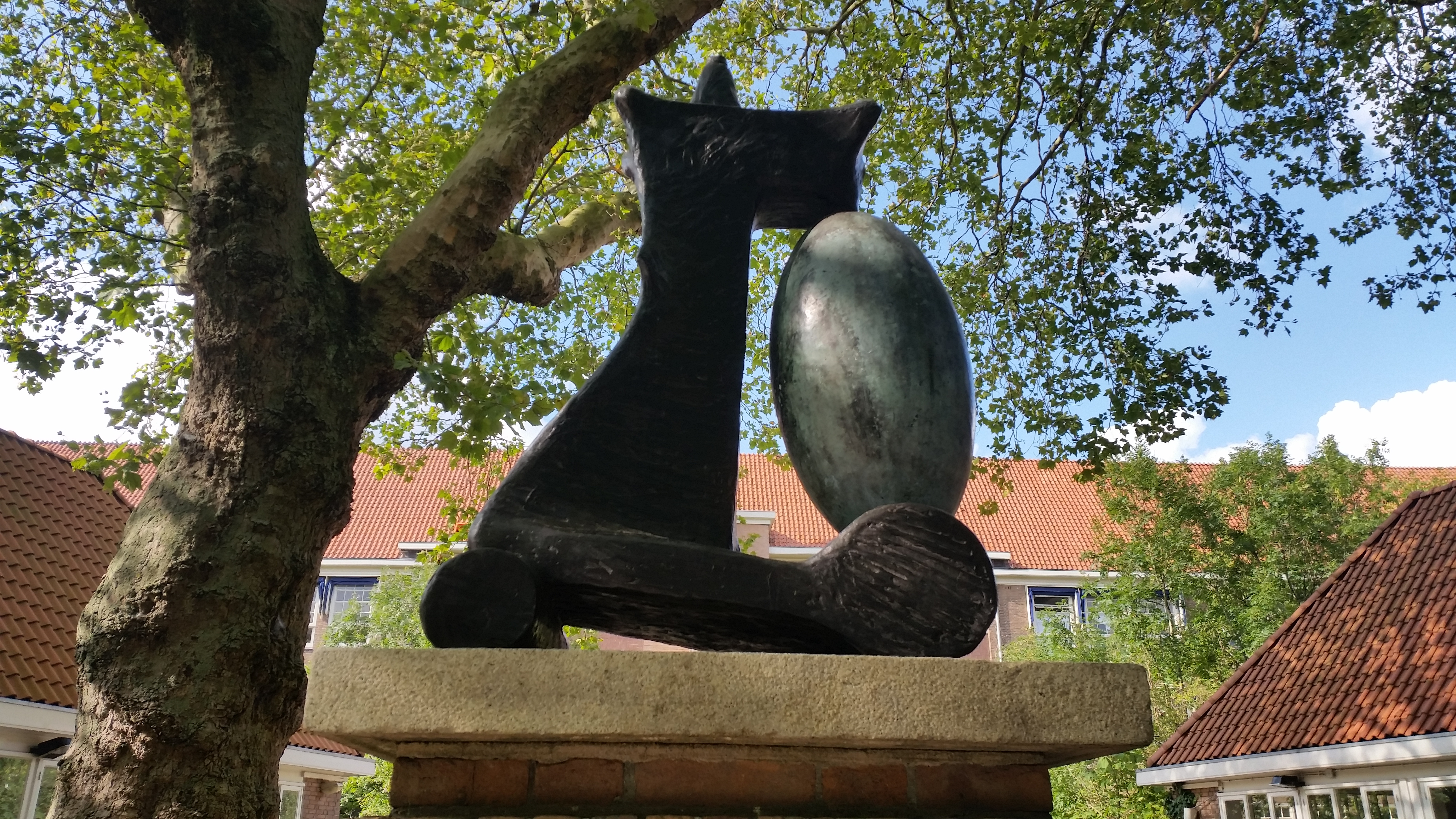
Een van de Wachters (augustus 2019)